# Adelaide United Football Club
El Adelaide United Football Club es un club de fútbol de Australia con sede en la ciudad de Adelaida, Australia Meridional. Participa en la A-League, máxima categoría profesional.
Fue fundado en 2003 para cubrir la plaza vacante del Adelaide City en las últimas temporadas de la National Soccer League, y cuando este torneo terminó se convirtió en uno de sus tres equipos que pasó a la nueva liga.

## Historia
El Adelaide United fue fundado en 2003 para cubrir la plaza vacante que dejó el equipo tradicional de la ciudad, Adelaide City, en la National Soccer League. En su debut finalizó tercero en la liga regular y llegó hasta semifinales del playoff por el título. A diferencia del City, fundado por la comunidad italiana, esta entidad no tenía ningún vínculo con comunidades étnicas. A su vez, la Federación de Fútbol de Australia se reorganizó ese mismo año y creó de cero un campeonato de liga, con equipos nuevos y limitados a uno por ciudad. El United fue uno de los tres equipos admitidos que procedían de la NSL.
En su primera temporada el entrenador elegido fue John Kosmina, mientras que el chino Shengqing Qu ocupó la plaza de "jugador franquicia". Para atraer al público local, fichó al año siguiente al campeón mundial brasileño Romário con un contrato especial de cuatro partidos. Los resultados fueron positivos: en la campaña 2005-06 terminaron líderes de la liga regular, aunque en la fase final cayeron en semifinales. Y en 2006-07 se proclamaron vencedores de la copa de pretemporada, segundos en fase regular y subcampeones nacionales tras perder frente al Newcastle Jets en la gran final.
Con la llegada al banquillo del exinternacional Aurelio Vidmar, el Adelaide United fue capaz de jugar un buen papel en la Liga de Campeones de la AFC 2008, pues llegó a la final a la doble partido que perdió frente al Gamba Osaka japonés. Además, en la temporada 2008-09 finalizó segundo en liga regular y llegó hasta la final, en la que fue derrotado por el Melbourne Victory por 1:0. Vidmar fue destituido al año siguiente por una serie de malos resultados. Aunque los entrenadores Rini Coolen y John Kosmina trataron de reconducir la situación, el plantel no volvió a ganar un título.
La directiva contrató para la temporada 2013-14 un cuadro técnico español: los catalanes Josep Gombau y Pau Martí ejercerían como entrenador y asistente, mientras que Guillermo Amor fue nombrado director técnico al año siguiente. Con el cambio se pretendía asentar un método inspirado en el modelo del F. C. Barcelona. El primer título llegó en diciembre de 2014 con la primera edición de la FFA Cup: victoria por 1:0 frente al Perth Glory con gol de Sergio Cirio.

## Estadio

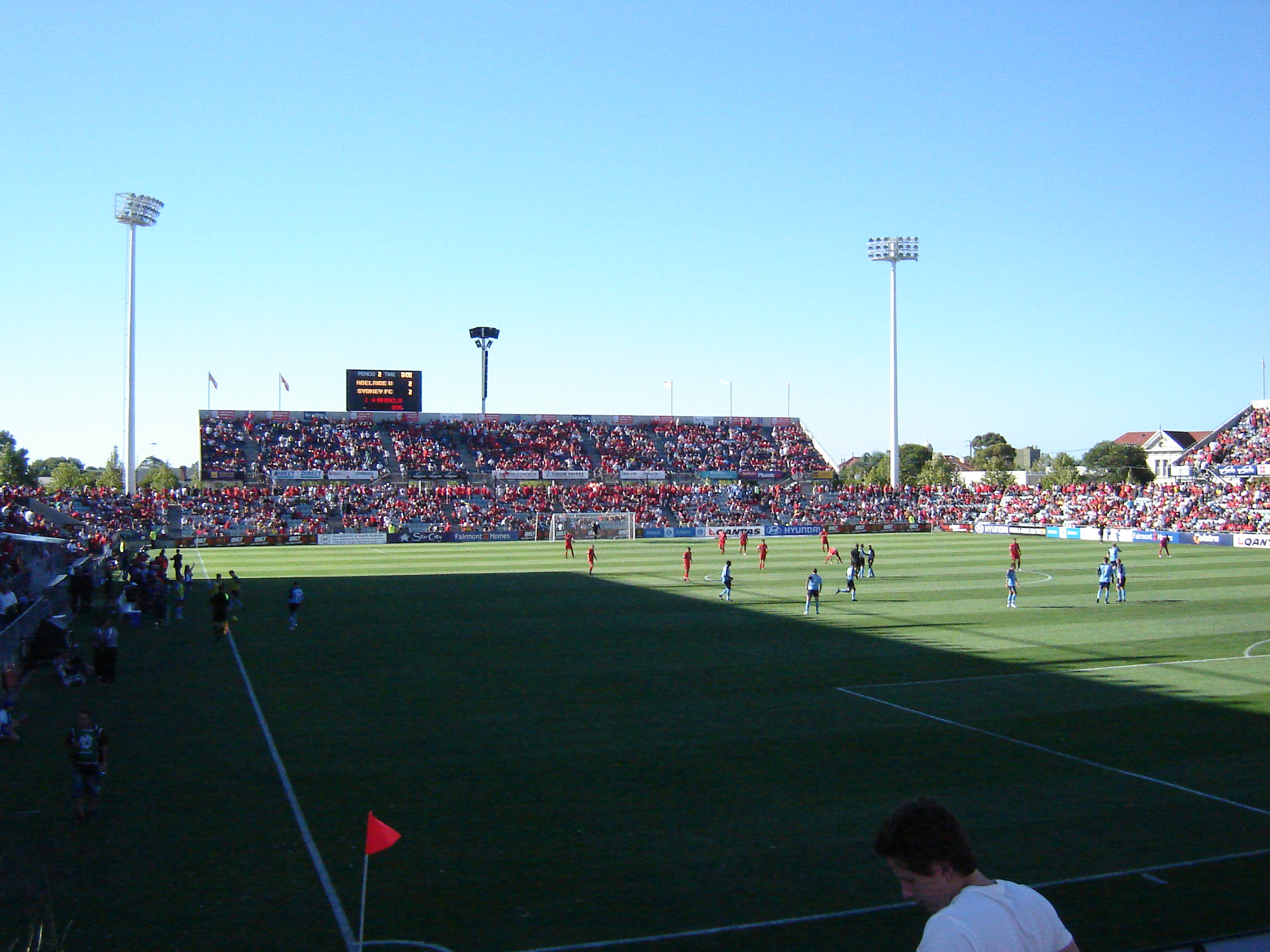
Hindmarsh Stadium.

Adelaide United disputa sus partidos como local en Hindmarsh Stadium, un campo de fútbol con capacidad para 17.000 espectadores (15.500 sentados) y de uso específico para partidos de fútbol. Aunque fue construido en 1960, se ha ampliado con el paso de los años y la última gran reforma se completó en 2000. Fue utilizado por el Adelaide City hasta 2004, cuando el nuevo equipo se lo quedó en exclusiva.
En el caso de que necesite una cancha con más aforo, se traslada al principal estadio de la ciudad, el Adelaide Oval con capacidad para 53.000 espectadores. No obstante, los partidos más importantes como la final de la Liga de Campeones de la AFC 2008 se han jugado en Hindmarsh.

## Clasificación

### Desde 2005
| 2005-06 | A-League | 3.°  | -                 | -                |
| 2006-07 | A-League | 2.°  | Liga de Campeones | 3.º grupo G      |
| 2007-08 | A-League | 6.º  | Liga de Campeones | Subcampeón       |
| 2008-09 | A-League | 2.°  | -                 | -                |
| 2009-10 | A-League | 10.º | Liga de Campeones | Octavos de final |

| 2010-11 | A-League | 4.º                        | -                 | -                | -                        |
| 2011-12 | A-League | 9.º                        | Liga de Campeones | Cuartos de final | -                        |
| 2012-13 | A-League | Semifinales de eliminación | -                 | -                | -                        |
| 2013-14 | A-League | Primera ronda              | -                 | -                | -                        |
| 2014-15 | A-League | Semifinales                | -                 | -                | Campeón                  |
| 2015-16 | A-League | Campeón                    | -                 | -                | Cuartos de final         |
| 2016-17 | A-League | 9.º                        | Liga de Campeones | Play-off         | Treintaidosavos de final |
| 2017-18 | A-League | Primera ronda              | Liga de Campeones | 3.º grupo H      | Subcampeón               |
| 2018-19 | A-League | Semifinales                | -                 | -                | Campeón                  |

## Entrenadores
| País         | Nombre           | Desde                    | Hasta                   | Títulos       |
| ------------ | ---------------- | ------------------------ | ----------------------- | ------------- |
| Australia    | John Kosmina     | 13 de septiembre de 2003 | 22 de febrero de 2007   |               |
| Australia    | Aurelio Vidmar   | 23 de febrero de 2007    | 30 de junio de 2010     |               |
| Países Bajos | Rini Coolen      | 5 de julio de 2010       | 17 de diciembre de 2011 |               |
| Australia    | John Kosmina     | 18 de diciembre de 2011  | 27 de enero de 2013     |               |
| Australia    | Michael Valkanis | 28 de enero de 2013      | 30 de junio de 2013     |               |
| España       | Josep Gombau     | 1 de julio de 2013       | 23 de julio de 2015     | FFA Cup 2014  |
| España       | Guillermo Amor   | 24 de julio de 2015      | 10 de mayo de 2017      | A-League 2016 |
| Alemania     | Marco Kurz       | 16 de junio de 2017      | 21 de mayo de 2019      | FFA Cup 2018  |
| Países Bajos | Gertjan Verbeek  | 22 de mayo de 2019       | 29 de abril de 2020     | FFA Cup 2019  |
| Australia    | Carl Veart       | 15 de junio de 2020      | 25 de mayo de 2025      |               |
| Brasil       | Airton Andrioli  | 26 de mayo de 2025       | presente                |               |

## Palmarés

### Torneos nacionales
- A-League (1): 2016

- FFA Cup (3): 2014, 2018, 2019

- Campeón de la Copa de Pretemporada (2): 2006, 2007.

### Torneos internacionales
Subcampeón de la Liga de Campeones de la AFC (1): 2008